# فهرست شهرستان‌های استان خراسان رضوی

تراکم جمعیت به تفکیک شهرستان

استان خراسان رضوی در حال حاضر ۳۴ شهرستان دارد و پس از استان فارس، دومین استان ایران از لحاظ تعدد شهرستان‌هاست. نام چهار شهرستان مشهد، قوچان، سبزوار و تربت حیدریه در دومین قانون تقسیمات کشوری ایران در آبان ۱۳۱۶ ذیل استان شمال شرق به میان آمد. دو ماه بعد که قانون اصلاح شد، همین چهار شهرستان به اضافهٔ گناباد، در کنار بجنورد و بیرجند (که این دو حالا خارج از استان قرار گرفته‌اند) هفت شهرستان استان نهم را تشکیل دادند. سایر شهرستان‌ها در طول زمان از همین شهرستان‌های «اولیه» منتزع شدند. شهرستان‌های نیشابور، کاشمر، و درگز به ترتیب در ۱۳۲۰ و ۱۳۲۲ و ۱۳۲۷ پدید آمدند. درگز در ۱۳۳۵ منحل و ضمیمهٔ قوچان شد، اما فقط چهار سال بعد دوباره تشکیل شد. شهرستان تربت جام در ۱۳۳۵ به وجود آمد و تایباد در ۱۳۵۴. سایر شهرستان‌ها پس از انقلاب ۱۳۵۷ و بنا بر سومین قانون تقسیمات کشوری ایران (مصوب ۱۳۶۲) ایجاد شدند. هنگام تقسیم استان خراسان، ۱۹ شهرستان از ۲۷ شهرستان خراسان در خراسان رضوی قرار گرفتند، هرچند شهرستان‌های قائنات و فردوس به ترتیب در سال ۱۳۸۳ و ۱۳۸۵ از خراسان رضوی جدا شدند و به خراسان جنوبی پیوستند. شهرستان صالح‌آباد در سال ۱۳۹۷، شهرستان کوهسرخ در سال ۱۳۹۸، شهرستان‌های زبرخان، ششتمد و گلبهار در سال ۱۳۹۹ تأسیس شدند و جدیدترین شهرستان تشکیل‌شده، میان‌جلگه است که در سال ۱۴۰۱ تأسیس شد.
نام اکثر شهرستان‌ها از نام بزرگ‌ترین شهرشان اخذ شده است، هرچند استثناهایی میان شهرستان‌های نوبنیادتر مثل کوهسرخ یا میان‌جلگه دیده می‌شود که به نام عوارض جغرافیایی منطقه‌شان نامگذاری شده‌اند. برخی دیگر نظیر جوین یادآور نام تاریخی همان منطقه هستند. سه شهرستان پس از به وجود آمدن تغییر نام دادند: باخرز در ۱۳۵۹ به تایباد تغییر نام یافت (در سال ۱۳۸۹ دوباره شهرستان جدیدی به نام باخرز تشکیل شد که از تایباد منتزع شده بود). نام برداسکن در ۱۳۷۹ به بردسکن اصلاح شد و نام تخت‌جلگه در ۱۳۹۰ به فیروزه تغییر کرد. همچنین نام شهرستان بینالود (سابق) محل بحث بوده است و در سطح محل عموماً از عنوان طرقبه شاندیز برای اشاره به آن استفاده می‌شود و پیشنهادهایی برای تغییر نام آن نیز ارائه شد که در سال ۱۴۰۱ با موفقیت به طرقبه شاندیز تفییر یافت.
هر شهرستان به ۲ تا ۴ بخش تقسیم شده است و هر بخش ۱ تا ۶ دهستان دارد. در مجموع استان خراسان رضوی ۸۱ بخش، ۱۷۷ دهستان، و ۸۶ شهر دارد. همهٔ شهرستان‌ها بخشی به نام مرکزی دارند که مرکز شهرستان در آن واقع است؛ جز شهرستان طرقبه شاندیز که بخش مرکزی ندارد و مشتمل بر دو بخش طرقبه و بخش شاندیز است. سه شهرستان تربت حیدریه، سبزوار، و نیشابور فرمانداری ویژه دارند و از اختیارات گسترده‌تری نسبت به سایر شهرستان‌ها برخوردارند. شهرستان‌های خواف و تربت جام هر کدام با ۵ شهر، بیشترین نقاط شهری در استان را دارند. مشهد پرجمعیت‌ترین شهرستان استان است که به تنهایی بیش از نیمی (۵۲ درصد) از جمعیت استان را در خود جای داده است. کم‌جمعیت‌ترین شهرستان استان، داورزن است که فقط ۲۱٬۹۱۱ نفر جمعیت دارد. خواف با مساحت ۹٬۸۲۷ کیلومتر مربع پهناورترین شهرستان استان است و گلبهار با ۱٬۰۰۷ کیلومتر مربع کوچک‌ترین. میانگین مساحت شهرستان در این استان ۳٬۵۳۰ کیلومتر مربع است و میانگین جمعیت ۱۹۴٬۹۸۵ نفر.

## نقشه‌ها

دهستان‌ها و بخش‌های خراسان رضوی در سال ۱۳۹۹

## شهرستان‌ها
| شهرستان           | بخش‌ها       | دهستان‌ها      | شهرها (مرکز†)           | سال تأسیس | منتزع از            | جمعیت (۱۳۹۵) | مساحت (km²) | تراکم جمعیت (بر km²) | نقشه |
| ----------------- | ----------- | ------------- | ----------------------- | --------- | ------------------- | ------------ | ----------- | -------------------- | ---- |
| باخرز             | مرکزی       | مالین         | باخرز†                  | ۱۳۸۹      | شهرستان تایباد      | ۵۴٬۶۱۵       | ۱۸۸۹        | ۲۹                   |      |
| باخرز             | مرکزی       | دشت ارزنه     | باخرز†                  | ۱۳۸۹      | شهرستان تایباد      | ۵۴٬۶۱۵       | ۱۸۸۹        | ۲۹                   |      |
| باخرز             | بالاولایت   | بالاولایت     | قلعه‌نو علیا             | ۱۳۸۹      | شهرستان تایباد      | ۵۴٬۶۱۵       | ۱۸۸۹        | ۲۹                   |      |
| باخرز             | بالاولایت   | اشتین         | قلعه‌نو علیا             | ۱۳۸۹      | شهرستان تایباد      | ۵۴٬۶۱۵       | ۱۸۸۹        | ۲۹                   |      |
| بجستان            | مرکزی       | بجستان        | بجستان†                 | ۱۳۸۶      | شهرستان گناباد      | ۳۱٬۲۰۷       | ۳۷۹۲        | ۸                    |      |
| بجستان            | مرکزی       | جزین          | بجستان†                 | ۱۳۸۶      | شهرستان گناباد      | ۳۱٬۲۰۷       | ۳۷۹۲        | ۸                    |      |
| بجستان            | یونسی       | یونسی         | یونسی                   | ۱۳۸۶      | شهرستان گناباد      | ۳۱٬۲۰۷       | ۳۷۹۲        | ۸                    |      |
| بجستان            | یونسی       | سردق          | یونسی                   | ۱۳۸۶      | شهرستان گناباد      | ۳۱٬۲۰۷       | ۳۷۹۲        | ۸                    |      |
| بردسکن            | مرکزی       | کنارشهر       | بردسکن†                 | ۱۳۷۴      | شهرستان کاشمر       | ۷۵٬۶۳۱       | ۷۱۲۶        | ۱۱                   |      |
| بردسکن            | مرکزی       | کوهپایه       | بردسکن†                 | ۱۳۷۴      | شهرستان کاشمر       | ۷۵٬۶۳۱       | ۷۱۲۶        | ۱۱                   |      |
| بردسکن            | انابد       | درونه         | انابد                   | ۱۳۷۴      | شهرستان کاشمر       | ۷۵٬۶۳۱       | ۷۱۲۶        | ۱۱                   |      |
| بردسکن            | انابد       | صحرا          | انابد                   | ۱۳۷۴      | شهرستان کاشمر       | ۷۵٬۶۳۱       | ۷۱۲۶        | ۱۱                   |      |
| بردسکن            | شهرآباد     | شهرآباد       | شهرآباد                 | ۱۳۷۴      | شهرستان کاشمر       | ۷۵٬۶۳۱       | ۷۱۲۶        | ۱۱                   |      |
| بردسکن            | شهرآباد     | جلگه          | شهرآباد                 | ۱۳۷۴      | شهرستان کاشمر       | ۷۵٬۶۳۱       | ۷۱۲۶        | ۱۱                   |      |
| تایباد            | مرکزی       | کرات          | تایباد† کاریز           | ۱۳۵۴      | شهرستان تربت جام    | ۱۱۷٬۵۶۴      | ۲۹۲۹        | ۴۰                   |      |
| تایباد            | مرکزی       | پایین ولایت   | تایباد† کاریز           | ۱۳۵۴      | شهرستان تربت جام    | ۱۱۷٬۵۶۴      | ۲۹۲۹        | ۴۰                   |      |
| تایباد            | میان‌ولایت   | دشت تایباد    | مشهد ریزه               | ۱۳۵۴      | شهرستان تربت جام    | ۱۱۷٬۵۶۴      | ۲۹۲۹        | ۴۰                   |      |
| تایباد            | میان‌ولایت   | کوهسنگی       | مشهد ریزه               | ۱۳۵۴      | شهرستان تربت جام    | ۱۱۷٬۵۶۴      | ۲۹۲۹        | ۴۰                   |      |
| تربت جام          | مرکزی       | جامرود        | تربت جام†               | ۱۳۳۵      | شهرستان مشهد        | ۲۲۴٬۲۴۵      | ۴۹۶۷        | ۴۵                   |      |
| تربت جام          | مرکزی       | جلگه موسی‌آباد | تربت جام†               | ۱۳۳۵      | شهرستان مشهد        | ۲۲۴٬۲۴۵      | ۴۹۶۷        | ۴۵                   |      |
| تربت جام          | مرکزی       | میان‌جام       | تربت جام†               | ۱۳۳۵      | شهرستان مشهد        | ۲۲۴٬۲۴۵      | ۴۹۶۷        | ۴۵                   |      |
| تربت جام          | بوژگان      | دشت جام       | احمدآباد صولت نیل‌شهر    | ۱۳۳۵      | شهرستان مشهد        | ۲۲۴٬۲۴۵      | ۴۹۶۷        | ۴۵                   |      |
| تربت جام          | بوژگان      | هریرود        | احمدآباد صولت نیل‌شهر    | ۱۳۳۵      | شهرستان مشهد        | ۲۲۴٬۲۴۵      | ۴۹۶۷        | ۴۵                   |      |
| تربت جام          | پایین‌جام    | گل‌بانو        | سمیع‌آباد                | ۱۳۳۵      | شهرستان مشهد        | ۲۲۴٬۲۴۵      | ۴۹۶۷        | ۴۵                   |      |
| تربت جام          | پایین‌جام    | زام           | سمیع‌آباد                | ۱۳۳۵      | شهرستان مشهد        | ۲۲۴٬۲۴۵      | ۴۹۶۷        | ۴۵                   |      |
| تربت جام          | نصرآباد     | بالاجام       | نصرآباد                 | ۱۳۳۵      | شهرستان مشهد        | ۲۲۴٬۲۴۵      | ۴۹۶۷        | ۴۵                   |      |
| تربت جام          | نصرآباد     | کاریزان       | نصرآباد                 | ۱۳۳۵      | شهرستان مشهد        | ۲۲۴٬۲۴۵      | ۴۹۶۷        | ۴۵                   |      |
| تربت حیدریه       | مرکزی       | بالاولایت     | تربت حیدریه†            | ۱۳۱۶      | –                   | ۲۲۴٬۶۲۶      | ۳۶۸۱        | ۶۱                   |      |
| تربت حیدریه       | مرکزی       | پایین ولایت   | تربت حیدریه†            | ۱۳۱۶      | –                   | ۲۲۴٬۶۲۶      | ۳۶۸۱        | ۶۱                   |      |
| تربت حیدریه       | بایگ        | بایگ          | بایگ                    | ۱۳۱۶      | –                   | ۲۲۴٬۶۲۶      | ۳۶۸۱        | ۶۱                   |      |
| تربت حیدریه       | جلگه‌رخ      | بالارخ        | رباط سنگ نسر            | ۱۳۱۶      | –                   | ۲۲۴٬۶۲۶      | ۳۶۸۱        | ۶۱                   |      |
| تربت حیدریه       | جلگه‌رخ      | میان‌رخ        | رباط سنگ نسر            | ۱۳۱۶      | –                   | ۲۲۴٬۶۲۶      | ۳۶۸۱        | ۶۱                   |      |
| تربت حیدریه       | جلگه‌رخ      | پایین‌رخ       | رباط سنگ نسر            | ۱۳۱۶      | –                   | ۲۲۴٬۶۲۶      | ۳۶۸۱        | ۶۱                   |      |
| تربت حیدریه       | کدکن        | کدکن          | کدکن                    | ۱۳۱۶      | –                   | ۲۲۴٬۶۲۶      | ۳۶۸۱        | ۶۱                   |      |
| تربت حیدریه       | کدکن        | رقیچه         | کدکن                    | ۱۳۱۶      | –                   | ۲۲۴٬۶۲۶      | ۳۶۸۱        | ۶۱                   |      |
| جغتای             | مرکزی       | جغتای         | جغتای†                  | ۱۳۸۶      | شهرستان سبزوار      | ۴۹٬۱۷۵       | ۱۷۱۶        | ۲۹                   |      |
| جغتای             | مرکزی       | دستوران       | جغتای†                  | ۱۳۸۶      | شهرستان سبزوار      | ۴۹٬۱۷۵       | ۱۷۱۶        | ۲۹                   |      |
| جغتای             | هلالی       | میان‌جوین      | ریواده                  | ۱۳۸۶      | شهرستان سبزوار      | ۴۹٬۱۷۵       | ۱۷۱۶        | ۲۹                   |      |
| جغتای             | هلالی       | پایین‌جوین     | ریواده                  | ۱۳۸۶      | شهرستان سبزوار      | ۴۹٬۱۷۵       | ۱۷۱۶        | ۲۹                   |      |
| جوین              | مرکزی       | بالاجوین      | نقاب†                   | ۱۳۸۶      | شهرستان سبزوار      | ۵۴٬۴۸۸       | ۱۶۵۳        | ۳۳                   |      |
| جوین              | مرکزی       | پیراکوه       | نقاب†                   | ۱۳۸۶      | شهرستان سبزوار      | ۵۴٬۴۸۸       | ۱۶۵۳        | ۳۳                   |      |
| جوین              | عطاملک      | حکم‌آباد       | حکم‌آباد                 | ۱۳۸۶      | شهرستان سبزوار      | ۵۴٬۴۸۸       | ۱۶۵۳        | ۳۳                   |      |
| جوین              | عطاملک      | زرین          | حکم‌آباد                 | ۱۳۸۶      | شهرستان سبزوار      | ۵۴٬۴۸۸       | ۱۶۵۳        | ۳۳                   |      |
| چناران            | مرکزی       | چناران        | چناران†                 | ۱۳۶۸      | شهرستان مشهد        | ۸۸٬۶۹۲       | ۲۰۷۳        | ۴۳                   |      |
| چناران            | مرکزی       | بقمچ          | چناران†                 | ۱۳۶۸      | شهرستان مشهد        | ۸۸٬۶۹۲       | ۲۰۷۳        | ۴۳                   |      |
| چناران            | رادکان      | رادکان        | رادکان                  | ۱۳۶۸      | شهرستان مشهد        | ۸۸٬۶۹۲       | ۲۰۷۳        | ۴۳                   |      |
| چناران            | رادکان      | غیاث‌آباد      | رادکان                  | ۱۳۶۸      | شهرستان مشهد        | ۸۸٬۶۹۲       | ۲۰۷۳        | ۴۳                   |      |
| چناران            | سیدآباد     | سیدآباد       | سیدآباد                 | ۱۳۶۸      | شهرستان مشهد        | ۸۸٬۶۹۲       | ۲۰۷۳        | ۴۳                   |      |
| چناران            | سیدآباد     | حکیم‌آباد      | سیدآباد                 | ۱۳۶۸      | شهرستان مشهد        | ۸۸٬۶۹۲       | ۲۰۷۳        | ۴۳                   |      |
| خلیل‌آباد          | مرکزی       | حومه          | خلیل‌آباد†               | ۱۳۸۲      | شهرستان کاشمر       | ۵۱٬۷۰۱       | ۱۱۲۱        | ۴۶                   |      |
| خلیل‌آباد          | مرکزی       | رستاق         | خلیل‌آباد†               | ۱۳۸۲      | شهرستان کاشمر       | ۵۱٬۷۰۱       | ۱۱۲۱        | ۴۶                   |      |
| خلیل‌آباد          | شش‌طراز      | شش‌طراز        | کندر                    | ۱۳۸۲      | شهرستان کاشمر       | ۵۱٬۷۰۱       | ۱۱۲۱        | ۴۶                   |      |
| خلیل‌آباد          | شش‌طراز      | کویر          | کندر                    | ۱۳۸۲      | شهرستان کاشمر       | ۵۱٬۷۰۱       | ۱۱۲۱        | ۴۶                   |      |
| خواف              | مرکزی       | میان‌خواف      | خواف† نشتیفان           | ۱۳۶۸      | شهرستان تربت حیدریه | ۱۳۸٬۹۷۲      | ۹۸۲۷        | ۱۴                   |      |
| خواف              | مرکزی       | نشتیفان       | خواف† نشتیفان           | ۱۳۶۸      | شهرستان تربت حیدریه | ۱۳۸٬۹۷۲      | ۹۸۲۷        | ۱۴                   |      |
| خواف              | جلگه زوزن   | کیبر          | قاسم‌آباد                | ۱۳۶۸      | شهرستان تربت حیدریه | ۱۳۸٬۹۷۲      | ۹۸۲۷        | ۱۴                   |      |
| خواف              | جلگه زوزن   | زوزن          | قاسم‌آباد                | ۱۳۶۸      | شهرستان تربت حیدریه | ۱۳۸٬۹۷۲      | ۹۸۲۷        | ۱۴                   |      |
| خواف              | سلامی       | سلامی         | سلامی سده               | ۱۳۶۸      | شهرستان تربت حیدریه | ۱۳۸٬۹۷۲      | ۹۸۲۷        | ۱۴                   |      |
| خواف              | سلامی       | بالاخواف      | سلامی سده               | ۱۳۶۸      | شهرستان تربت حیدریه | ۱۳۸٬۹۷۲      | ۹۸۲۷        | ۱۴                   |      |
| خواف              | سنگان       | بستان         | سنگان                   | ۱۳۶۸      | شهرستان تربت حیدریه | ۱۳۸٬۹۷۲      | ۹۸۲۷        | ۱۴                   |      |
| خواف              | سنگان       | پایین‌خواف     | سنگان                   | ۱۳۶۸      | شهرستان تربت حیدریه | ۱۳۸٬۹۷۲      | ۹۸۲۷        | ۱۴                   |      |
| خوشاب             | مرکزی       | سلطان‌آباد     | سلطان‌آباد†              | ۱۳۸۹      | شهرستان سبزوار      | ۳۷٬۱۸۱       | ۱۸۶۹        | ۲۰                   |      |
| خوشاب             | مرکزی       | رباط‌جز        | سلطان‌آباد†              | ۱۳۸۹      | شهرستان سبزوار      | ۳۷٬۱۸۱       | ۱۸۶۹        | ۲۰                   |      |
| خوشاب             | مشکان       | مشکان         | مشکان                   | ۱۳۸۹      | شهرستان سبزوار      | ۳۷٬۱۸۱       | ۱۸۶۹        | ۲۰                   |      |
| خوشاب             | مشکان       | یام           | مشکان                   | ۱۳۸۹      | شهرستان سبزوار      | ۳۷٬۱۸۱       | ۱۸۶۹        | ۲۰                   |      |
| خوشاب             | نوده انقلاب | نوده انقلاب   | نوده انقلاب             | ۱۳۸۹      | شهرستان سبزوار      | ۳۷٬۱۸۱       | ۱۸۶۹        | ۲۰                   |      |
| خوشاب             | نوده انقلاب | طبس           | نوده انقلاب             | ۱۳۸۹      | شهرستان سبزوار      | ۳۷٬۱۸۱       | ۱۸۶۹        | ۲۰                   |      |
| داورزن            | مرکزی       | مزینان        | داورزن†                 | ۱۳۹۱      | شهرستان سبزوار      | ۲۱٬۹۱۱       | ۲۴۲۰        | ۹                    |      |
| داورزن            | مرکزی       | کاه           | داورزن†                 | ۱۳۹۱      | شهرستان سبزوار      | ۲۱٬۹۱۱       | ۲۴۲۰        | ۹                    |      |
| داورزن            | باشتین      | باشتین        | ریوند                   | ۱۳۹۱      | شهرستان سبزوار      | ۲۱٬۹۱۱       | ۲۴۲۰        | ۹                    |      |
| داورزن            | باشتین      | مهر           | ریوند                   | ۱۳۹۱      | شهرستان سبزوار      | ۲۱٬۹۱۱       | ۲۴۲۰        | ۹                    |      |
| درگز              | مرکزی       | تکاب          | درگز†                   | ۱۳۲۷      | شهرستان قوچان       | ۷۲٬۳۵۵       | ۳۷۷۷        | ۱۹                   |      |
| درگز              | چاپشلو      | قره‌باشلو      | چاپشلو                  | ۱۳۲۷      | شهرستان قوچان       | ۷۲٬۳۵۵       | ۳۷۷۷        | ۱۹                   |      |
| درگز              | چاپشلو      | میانکوه       | چاپشلو                  | ۱۳۲۷      | شهرستان قوچان       | ۷۲٬۳۵۵       | ۳۷۷۷        | ۱۹                   |      |
| درگز              | لطف‌آباد     | دیباج         | لطف‌آباد                 | ۱۳۲۷      | شهرستان قوچان       | ۷۲٬۳۵۵       | ۳۷۷۷        | ۱۹                   |      |
| درگز              | لطف‌آباد     | زنگلانلو      | لطف‌آباد                 | ۱۳۲۷      | شهرستان قوچان       | ۷۲٬۳۵۵       | ۳۷۷۷        | ۱۹                   |      |
| درگز              | نوخندان     | درونگر        | نوخندان                 | ۱۳۲۷      | شهرستان قوچان       | ۷۲٬۳۵۵       | ۳۷۷۷        | ۱۹                   |      |
| درگز              | نوخندان     | شهرستانه      | نوخندان                 | ۱۳۲۷      | شهرستان قوچان       | ۷۲٬۳۵۵       | ۳۷۷۷        | ۱۹                   |      |
| رشتخوار           | مرکزی       | رشتخوار       | رشتخوار†                | ۱۳۸۱      | شهرستان تربت حیدریه | ۶۰٬۶۸۹       | ۳۵۹۸        | ۱۷                   |      |
| رشتخوار           | مرکزی       | آستانه        | رشتخوار†                | ۱۳۸۱      | شهرستان تربت حیدریه | ۶۰٬۶۸۹       | ۳۵۹۸        | ۱۷                   |      |
| رشتخوار           | جنگل        | جنگل          | جنگل                    | ۱۳۸۱      | شهرستان تربت حیدریه | ۶۰٬۶۸۹       | ۳۵۹۸        | ۱۷                   |      |
| رشتخوار           | جنگل        | شعبه          | جنگل                    | ۱۳۸۱      | شهرستان تربت حیدریه | ۶۰٬۶۸۹       | ۳۵۹۸        | ۱۷                   |      |
| زاوه              | مرکزی       | زاوه          | دولت‌آباد†               | ۱۳۸۷      | شهرستان تربت حیدریه | ۶۷٬۶۹۵       | ۲۵۷۵        | ۲۶                   |      |
| زاوه              | مرکزی       | صفائیه        | دولت‌آباد†               | ۱۳۸۷      | شهرستان تربت حیدریه | ۶۷٬۶۹۵       | ۲۵۷۵        | ۲۶                   |      |
| زاوه              | سلیمان      | سلیمان        | چخماق                   | ۱۳۸۷      | شهرستان تربت حیدریه | ۶۷٬۶۹۵       | ۲۵۷۵        | ۲۶                   |      |
| زاوه              | سلیمان      | ساق           | چخماق                   | ۱۳۸۷      | شهرستان تربت حیدریه | ۶۷٬۶۹۵       | ۲۵۷۵        | ۲۶                   |      |
| زبرخان            | مرکزی       | زبرخان        | قدمگاه† خرو درود        | ۱۳۹۹      | شهرستان نیشابور     | ۵۶٬۶۳۵       | ۱۱۰۲        | ۵۱                   |      |
| زبرخان            | مرکزی       | اردوغش        | قدمگاه† خرو درود        | ۱۳۹۹      | شهرستان نیشابور     | ۵۶٬۶۳۵       | ۱۱۰۲        | ۵۱                   |      |
| زبرخان            | اسحاق‌آباد   | اسحق‌آباد      | اسحق‌آباد                | ۱۳۹۹      | شهرستان نیشابور     | ۵۶٬۶۳۵       | ۱۱۰۲        | ۵۱                   |      |
| زبرخان            | اسحاق‌آباد   | حشمتیه        | اسحق‌آباد                | ۱۳۹۹      | شهرستان نیشابور     | ۵۶٬۶۳۵       | ۱۱۰۲        | ۵۱                   |      |
| سبزوار            | مرکزی       | رباط          | سبزوار†                 | ۱۳۱۶      | –                   | ۲۸۲٬۰۴۹      | ۷۲۱۷        | ۳۹                   |      |
| سبزوار            | مرکزی       | قصبه شرقی     | سبزوار†                 | ۱۳۱۶      | –                   | ۲۸۲٬۰۴۹      | ۷۲۱۷        | ۳۹                   |      |
| سبزوار            | مرکزی       | قصبه غربی     | سبزوار†                 | ۱۳۱۶      | –                   | ۲۸۲٬۰۴۹      | ۷۲۱۷        | ۳۹                   |      |
| سبزوار            | مرکزی       | کراب          | سبزوار†                 | ۱۳۱۶      | –                   | ۲۸۲٬۰۴۹      | ۷۲۱۷        | ۳۹                   |      |
| سبزوار            | روداب       | خواشد         | رودآب                   | ۱۳۱۶      | –                   | ۲۸۲٬۰۴۹      | ۷۲۱۷        | ۳۹                   |      |
| سبزوار            | روداب       | فروغن         | رودآب                   | ۱۳۱۶      | –                   | ۲۸۲٬۰۴۹      | ۷۲۱۷        | ۳۹                   |      |
| سبزوار            | روداب       | کوه همایی     | رودآب                   | ۱۳۱۶      | –                   | ۲۸۲٬۰۴۹      | ۷۲۱۷        | ۳۹                   |      |
| سرخس              | مرکزی       | سرخس          | سرخس†                   | ۱۳۶۸      | شهرستان مشهد        | ۹۷٬۵۱۹       | ۵۳۹۷        | ۱۸                   |      |
| سرخس              | مرکزی       | تجن           | سرخس†                   | ۱۳۶۸      | شهرستان مشهد        | ۹۷٬۵۱۹       | ۵۳۹۷        | ۱۸                   |      |
| سرخس              | مرکزی       | خانگیران      | سرخس†                   | ۱۳۶۸      | شهرستان مشهد        | ۹۷٬۵۱۹       | ۵۳۹۷        | ۱۸                   |      |
| سرخس              | مرزداران    | مرزداران      | مزداوند                 | ۱۳۶۸      | شهرستان مشهد        | ۹۷٬۵۱۹       | ۵۳۹۷        | ۱۸                   |      |
| سرخس              | مرزداران    | پل خاتون      | مزداوند                 | ۱۳۶۸      | شهرستان مشهد        | ۹۷٬۵۱۹       | ۵۳۹۷        | ۱۸                   |      |
| سرخس              | مرزداران    | گل‌بی‌بی        | مزداوند                 | ۱۳۶۸      | شهرستان مشهد        | ۹۷٬۵۱۹       | ۵۳۹۷        | ۱۸                   |      |
| ششتمد             | مرکزی       | بیهق          | ششتمد†                  | ۱۳۹۹      | شهرستان سبزوار      | ۲۴٬۲۶۱       | ۲۹۳۷        | ۸                    |      |
| ششتمد             | مرکزی       | تکاب کوه‌میش   | ششتمد†                  | ۱۳۹۹      | شهرستان سبزوار      | ۲۴٬۲۶۱       | ۲۹۳۷        | ۸                    |      |
| ششتمد             | شامکان      | شامکان        | شامکان                  | ۱۳۹۹      | شهرستان سبزوار      | ۲۴٬۲۶۱       | ۲۹۳۷        | ۸                    |      |
| ششتمد             | شامکان      | ربع شامات     | شامکان                  | ۱۳۹۹      | شهرستان سبزوار      | ۲۴٬۲۶۱       | ۲۹۳۷        | ۸                    |      |
| صالح‌آباد          | مرکزی       | صالح‌آباد      | صالح‌آباد†               | ۱۳۹۷      | شهرستان تربت جام    | ۴۳٬۴۲۶       | ۳۱۸۳        | ۱۴                   |      |
| صالح‌آباد          | مرکزی       | باغ کشمیر     | صالح‌آباد†               | ۱۳۹۷      | شهرستان تربت جام    | ۴۳٬۴۲۶       | ۳۱۸۳        | ۱۴                   |      |
| صالح‌آباد          | مرکزی       | قلعه حمام     | صالح‌آباد†               | ۱۳۹۷      | شهرستان تربت جام    | ۴۳٬۴۲۶       | ۳۱۸۳        | ۱۴                   |      |
| صالح‌آباد          | جنت‌آباد     | جنت‌آباد       | جنت‌آباد                 | ۱۳۹۷      | شهرستان تربت جام    | ۴۳٬۴۲۶       | ۳۱۸۳        | ۱۴                   |      |
| صالح‌آباد          | جنت‌آباد     | استای         | جنت‌آباد                 | ۱۳۹۷      | شهرستان تربت جام    | ۴۳٬۴۲۶       | ۳۱۸۳        | ۱۴                   |      |
| طرقبه شاندیز      | طرقبه       | طرقبه         | طرقبه                   | ۱۳۸۶      | شهرستان مشهد        | ۶۹٬۶۴۰       | ۱۱۵۸        | ۶۰                   |      |
| طرقبه شاندیز      | طرقبه       | جاغرق         | طرقبه                   | ۱۳۸۶      | شهرستان مشهد        | ۶۹٬۶۴۰       | ۱۱۵۸        | ۶۰                   |      |
| طرقبه شاندیز      | شاندیز      | شاندیز        | شاندیز                  | ۱۳۸۶      | شهرستان مشهد        | ۶۹٬۶۴۰       | ۱۱۵۸        | ۶۰                   |      |
| طرقبه شاندیز      | شاندیز      | ابرده         | شاندیز                  | ۱۳۸۶      | شهرستان مشهد        | ۶۹٬۶۴۰       | ۱۱۵۸        | ۶۰                   |      |
| فریمان            | مرکزی       | فریمان        | فریمان† فرهادگرد        | ۱۳۷۲      | شهرستان مشهد        | ۹۹٬۰۰۱       | ۳۳۵۶        | ۲۹                   |      |
| فریمان            | مرکزی       | بالابند       | فریمان† فرهادگرد        | ۱۳۷۲      | شهرستان مشهد        | ۹۹٬۰۰۱       | ۳۳۵۶        | ۲۹                   |      |
| فریمان            | مرکزی       | سنگ بست       | فریمان† فرهادگرد        | ۱۳۷۲      | شهرستان مشهد        | ۹۹٬۰۰۱       | ۳۳۵۶        | ۲۹                   |      |
| فریمان            | قلندرآباد   | قلندرآباد     | سفیدسنگ قلندرآباد       | ۱۳۷۲      | شهرستان مشهد        | ۹۹٬۰۰۱       | ۳۳۵۶        | ۲۹                   |      |
| فریمان            | قلندرآباد   | سفیدسنگ       | سفیدسنگ قلندرآباد       | ۱۳۷۲      | شهرستان مشهد        | ۹۹٬۰۰۱       | ۳۳۵۶        | ۲۹                   |      |
| فیروزه            | مرکزی       | فیروزه        | فیروزه†                 | ۱۳۸۶      | شهرستان نیشابور     | ۳۷٬۵۳۹       | ۱۴۹۰        | ۲۵                   |      |
| فیروزه            | مرکزی       | تخت جلگه      | فیروزه†                 | ۱۳۸۶      | شهرستان نیشابور     | ۳۷٬۵۳۹       | ۱۴۹۰        | ۲۵                   |      |
| فیروزه            | طاغنکوه     | طاغنکوه شمالی | همت‌آباد گرماب           | ۱۳۸۶      | شهرستان نیشابور     | ۳۷٬۵۳۹       | ۱۴۹۰        | ۲۵                   |      |
| فیروزه            | طاغنکوه     | طاغنکوه جنوبی | همت‌آباد گرماب           | ۱۳۸۶      | شهرستان نیشابور     | ۳۷٬۵۳۹       | ۱۴۹۰        | ۲۵                   |      |
| قوچان             | مرکزی       | سودلانه       | قوچان† مزرج             | ۱۳۱۶      | –                   | ۱۷۴٬۴۹۵      | ۳۸۴۸        | ۴۵                   |      |
| قوچان             | مرکزی       | شیرین‌دره      | قوچان† مزرج             | ۱۳۱۶      | –                   | ۱۷۴٬۴۹۵      | ۳۸۴۸        | ۴۵                   |      |
| قوچان             | باجگیران    | دولت‌خانه      | باجگیران                | ۱۳۱۶      | –                   | ۱۷۴٬۴۹۵      | ۳۸۴۸        | ۴۵                   |      |
| قوچان             | آبکوه       | دوغائی        | آلماجق                  | ۱۳۱۶      | –                   | ۱۷۴٬۴۹۵      | ۳۸۴۸        | ۴۵                   |      |
| قوچان             | آبکوه       | بهار          | آلماجق                  | ۱۳۱۶      | –                   | ۱۷۴٬۴۹۵      | ۳۸۴۸        | ۴۵                   |      |
| قوچان             | قوچان عتیق  | قوچان عتیق    | شهرکهنه                 | ۱۳۱۶      | –                   | ۱۷۴٬۴۹۵      | ۳۸۴۸        | ۴۵                   |      |
| قوچان             | قوچان عتیق  | یزدان         | شهرکهنه                 | ۱۳۱۶      | –                   | ۱۷۴٬۴۹۵      | ۳۸۴۸        | ۴۵                   |      |
| کاشمر             | مرکزی       | بالا ولایت    | کاشمر†                  | ۱۳۲۲      | شهرستان تربت حیدریه | ۱۴۳٬۶۵۰      | ۱۱۵۲        | ۱۲۵                  |      |
| کاشمر             | مرکزی       | پایین ولایت   | کاشمر†                  | ۱۳۲۲      | شهرستان تربت حیدریه | ۱۴۳٬۶۵۰      | ۱۱۵۲        | ۱۲۵                  |      |
| کاشمر             | فرح‌دشت      | رزق‌آباد       | فرگ قلعه                | ۱۳۲۲      | شهرستان تربت حیدریه | ۱۴۳٬۶۵۰      | ۱۱۵۲        | ۱۲۵                  |      |
| کاشمر             | فرح‌دشت      | قلعه بالا     | فرگ قلعه                | ۱۳۲۲      | شهرستان تربت حیدریه | ۱۴۳٬۶۵۰      | ۱۱۵۲        | ۱۲۵                  |      |
| کلات              | مرکزی       | کبودگنبد      | کلات† حسن‌آباد           | ۱۳۸۱      | شهرستان مشهد        | ۳۶٬۲۳۷       | ۳۵۰۳        | ۱۰                   |      |
| کلات              | مرکزی       | هزارمسجد      | کلات† حسن‌آباد           | ۱۳۸۱      | شهرستان مشهد        | ۳۶٬۲۳۷       | ۳۵۰۳        | ۱۰                   |      |
| کلات              | زاوین       | زاوین         | شهرزو چنار              | ۱۳۸۱      | شهرستان مشهد        | ۳۶٬۲۳۷       | ۳۵۰۳        | ۱۰                   |      |
| کلات              | زاوین       | پساکوه        | شهرزو چنار              | ۱۳۸۱      | شهرستان مشهد        | ۳۶٬۲۳۷       | ۳۵۰۳        | ۱۰                   |      |
| کوهسرخ            | مرکزی       | برکوه         | ریوش†                   | ۱۳۹۸      | شهرستان کاشمر       | ۲۵٬۰۱۴       | ۲۱۹۸        | ۱۱                   |      |
| کوهسرخ            | مرکزی       | کوه سفید      | ریوش†                   | ۱۳۹۸      | شهرستان کاشمر       | ۲۵٬۰۱۴       | ۲۱۹۸        | ۱۱                   |      |
| کوهسرخ            | بررود       | بررود         | –                       | ۱۳۹۸      | شهرستان کاشمر       | ۲۵٬۰۱۴       | ۲۱۹۸        | ۱۱                   |      |
| کوهسرخ            | بررود       | تکاب          | –                       | ۱۳۹۸      | شهرستان کاشمر       | ۲۵٬۰۱۴       | ۲۱۹۸        | ۱۱                   |      |
| گلبهار            | مرکزی       | بیزکی         | گلبهار†                 | ۱۳۹۹      | شهرستان چناران      | ۶۶٬۳۲۱       | ۱۰۰۷        | ۶۶                   |      |
| گلبهار            | مرکزی       | نوبهار        | گلبهار†                 | ۱۳۹۹      | شهرستان چناران      | ۶۶٬۳۲۱       | ۱۰۰۷        | ۶۶                   |      |
| گلبهار            | گلمکان      | گلمکان        | گلمکان                  | ۱۳۹۹      | شهرستان چناران      | ۶۶٬۳۲۱       | ۱۰۰۷        | ۶۶                   |      |
| گلبهار            | گلمکان      | چشمه‌سبز       | گلمکان                  | ۱۳۹۹      | شهرستان چناران      | ۶۶٬۳۲۱       | ۱۰۰۷        | ۶۶                   |      |
| گناباد            | مرکزی       | حومه          | گناباد† بیدخت روشناوند  | ۱۳۱۶      | –                   | ۸۸٬۷۵۳       | ۵۷۸۹        | ۱۵                   |      |
| گناباد            | مرکزی       | پس‌کلوت        | گناباد† بیدخت روشناوند  | ۱۳۱۶      | –                   | ۸۸٬۷۵۳       | ۵۷۸۹        | ۱۵                   |      |
| گناباد            | کاخک        | کاخک          | کاخک                    | ۱۳۱۶      | –                   | ۸۸٬۷۵۳       | ۵۷۸۹        | ۱۵                   |      |
| گناباد            | کاخک        | زیبد          | کاخک                    | ۱۳۱۶      | –                   | ۸۸٬۷۵۳       | ۵۷۸۹        | ۱۵                   |      |
| مشهد              | مرکزی       | تبادکان       | مشهد†                   | ۱۳۱۶      | –                   | ۳٬۳۷۲٬۶۶۰    | ۹۱۶۹        | ۳۶۸                  |      |
| مشهد              | مرکزی       | درزآب         | مشهد†                   | ۱۳۱۶      | –                   | ۳٬۳۷۲٬۶۶۰    | ۹۱۶۹        | ۳۶۸                  |      |
| مشهد              | مرکزی       | طوس           | مشهد†                   | ۱۳۱۶      | –                   | ۳٬۳۷۲٬۶۶۰    | ۹۱۶۹        | ۳۶۸                  |      |
| مشهد              | مرکزی       | کارده         | مشهد†                   | ۱۳۱۶      | –                   | ۳٬۳۷۲٬۶۶۰    | ۹۱۶۹        | ۳۶۸                  |      |
| مشهد              | مرکزی       | کنویست        | مشهد†                   | ۱۳۱۶      | –                   | ۳٬۳۷۲٬۶۶۰    | ۹۱۶۹        | ۳۶۸                  |      |
| مشهد              | مرکزی       | میان ولایت    | مشهد†                   | ۱۳۱۶      | –                   | ۳٬۳۷۲٬۶۶۰    | ۹۱۶۹        | ۳۶۸                  |      |
| مشهد              | احمدآباد    | پیوه ژن       | ملک‌آبادشهر جدید بینالود | ۱۳۱۶      | –                   | ۳٬۳۷۲٬۶۶۰    | ۹۱۶۹        | ۳۶۸                  |      |
| مشهد              | احمدآباد    | سرجام         | ملک‌آبادشهر جدید بینالود | ۱۳۱۶      | –                   | ۳٬۳۷۲٬۶۶۰    | ۹۱۶۹        | ۳۶۸                  |      |
| مشهد              | رضویه       | آبروان        | رضویه                   | ۱۳۱۶      | –                   | ۳٬۳۷۲٬۶۶۰    | ۹۱۶۹        | ۳۶۸                  |      |
| مشهد              | رضویه       | پایین ولایت   | رضویه                   | ۱۳۱۶      | –                   | ۳٬۳۷۲٬۶۶۰    | ۹۱۶۹        | ۳۶۸                  |      |
| مشهد              | رضویه       | میامی         | رضویه                   | ۱۳۱۶      | –                   | ۳٬۳۷۲٬۶۶۰    | ۹۱۶۹        | ۳۶۸                  |      |
| مه‌ولات            | مرکزی       | حومه          | فیض‌آباد† عبدل‌آباد       | ۱۳۸۴      | شهرستان تربت حیدریه | ۵۱٬۴۰۹       | ۳۳۱۷        | ۱۵                   |      |
| مه‌ولات            | مرکزی       | مه‌ولات جنوبی  | فیض‌آباد† عبدل‌آباد       | ۱۳۸۴      | شهرستان تربت حیدریه | ۵۱٬۴۰۹       | ۳۳۱۷        | ۱۵                   |      |
| مه‌ولات            | شادمهر      | مه‌ولات شمالی  | شادمهر                  | ۱۳۸۴      | شهرستان تربت حیدریه | ۵۱٬۴۰۹       | ۳۳۱۷        | ۱۵                   |      |
| مه‌ولات            | شادمهر      | ازغند         | شادمهر                  | ۱۳۸۴      | شهرستان تربت حیدریه | ۵۱٬۴۰۹       | ۳۳۱۷        | ۱۵                   |      |
| میان‌جلگه          | مرکزی       | عشق‌آباد       | عشق‌آباد†                | ۱۴۰۱      | شهرستان نیشابور     | ۳۹٬۲۸۸       | ۲۸۹۰        | ۱۴                   |      |
| میان‌جلگه          | مرکزی       | غزالی         | عشق‌آباد†                | ۱۴۰۱      | شهرستان نیشابور     | ۳۹٬۲۸۸       | ۲۸۹۰        | ۱۴                   |      |
| میان‌جلگه          | بلهرات      | سالاری        | –                       | ۱۴۰۱      | شهرستان نیشابور     | ۳۹٬۲۸۸       | ۲۸۹۰        | ۱۴                   |      |
| میان‌جلگه          | بلهرات      | بلهرات        | –                       | ۱۴۰۱      | شهرستان نیشابور     | ۳۹٬۲۸۸       | ۲۸۹۰        | ۱۴                   |      |
| نیشابور           | مرکزی       | بینالود       | نیشابور† بار            | ۱۳۲۰      | شهرستان مشهد        | ۳۵۵٬۸۵۷      | ۲۷۶۳        | ۱۲۹                  |      |
| نیشابور           | مرکزی       | درب قاضی      | نیشابور† بار            | ۱۳۲۰      | شهرستان مشهد        | ۳۵۵٬۸۵۷      | ۲۷۶۳        | ۱۲۹                  |      |
| نیشابور           | مرکزی       | ریوند         | نیشابور† بار            | ۱۳۲۰      | شهرستان مشهد        | ۳۵۵٬۸۵۷      | ۲۷۶۳        | ۱۲۹                  |      |
| نیشابور           | مرکزی       | فضل           | نیشابور† بار            | ۱۳۲۰      | شهرستان مشهد        | ۳۵۵٬۸۵۷      | ۲۷۶۳        | ۱۲۹                  |      |
| نیشابور           | مرکزی       | مازول         | نیشابور† بار            | ۱۳۲۰      | شهرستان مشهد        | ۳۵۵٬۸۵۷      | ۲۷۶۳        | ۱۲۹                  |      |
| نیشابور           | سرولایت     | سرولایت       | چکنه                    | ۱۳۲۰      | شهرستان مشهد        | ۳۵۵٬۸۵۷      | ۲۷۶۳        | ۱۲۹                  |      |
| نیشابور           | سرولایت     | برزنون        | چکنه                    | ۱۳۲۰      | شهرستان مشهد        | ۳۵۵٬۸۵۷      | ۲۷۶۳        | ۱۲۹                  |      |
| استان خراسان رضوی | ۸۱          | ۱۷۷           | مشهد† و ۸۵ شهر دیگر     | ۱۳۸۳      | استان خراسان        | ۶٬۴۳۴٬۵۰۱    | ۱۱۶٬۴۸۷     | ۵۵                   |      |

## یادداشت
1. ↑  منهای جمعیت بخش صالح‌آباد در سرشماری ۱۳۹۵ که بعداً به شهرستان ارتقا یافت.
2. ↑  منهای جمعیت بخش گلبهار در سرشماری ۱۳۹۵ که بعداً به شهرستان ارتقا یافت.
3. ↑  جمعیت بخش زبرخان از شهرستان نیشابور در سرشماری ۱۳۹۵
4. ↑  منهای جمعیت بخش ششتمد در سرشماری ۱۳۹۵ که بعداً به شهرستان ارتقا یافت.
5. ↑  منهای مساحت بخش ششتمد در سالنامهٔ آماری ۱۳۸۷ شهرستان
6. ↑  جمعیت بخش ششتمد در شهرستان سبزوار در سرشماری ۱۳۹۵
7. ↑  جمعیت بخش صالح‌آباد از شهرستان تربت جام در سرشماری ۱۳۹۵
8. ↑  منهای جمعیت بخش کوهسرخ در سرشماری ۱۳۹۵ که بعداً به شهرستان ارتقا یافت.
9. ↑  جمعیت بخش کوهسرخ از شهرستان کاشمر در سرشماری ۱۳۹۵
10. ↑  جمعیت بخش گلبهار از شهرستان چناران در سرشماری ۱۳۹۵
11. ↑  منهای مساحت بخش‌های زبرخان و میان‌جلگه در زیرپرتال فرمانداری شهرستان